# Comencíolo
Comencíolo (em latim: Comentiolus; em grego: Κομεντίολος; romaniz.: Komentíolos) foi um proeminente general bizantino do século VI que serviu ao imperador Maurício (r. 582–602) até a sua morte em 602. De origem Trácia, aparece pela primeira vez em 583, quando participou na embaixada ao grão-cã ávaro Beano I (r. 562–602) e acabou preso por ele após alegadamente dizer uma frase imprópria. Em 584, liderou uma brigada contra contingentes eslavos invasores, conseguindo bons resultados, e como recompensa foi nomeado em 585 como patrício. No mesmo ano continuou suas operações contra os eslavos e por 587 era comandante de 10 mil homens com os quais pretendia interceptar o grão-cã.
Em 589, quiçá tornou-se mestre dos soldados da Espânia e no outono substituiu o general Filípico no comando do exército oriental na guerra em andamento contra o Império Sassânida do xá Hormisda IV (r. 579–589). Nesse ano, conseguiu importante vitória contra os sassânidas e no ano seguinte auxiliou Maurício em sua empreitada para recolocar Cosroes II (r. 590–628) no trono da Pérsia após o último ser vítima dum golpe liderado por Vararanes VI (r. 590–591). Em 598, Comencíolo reaparece como comandante dos exércitos bizantinos na Trácia nos conflitos contra os eslavos e ávaros e por 602, quando o exército trácio rebelou-se sob Focas (r. 602–610), foi executado por apoiar Maurício após a tomada de Constantinopla.

## Biografia

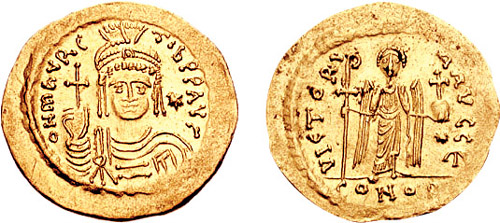
Soldo de Maurício r.

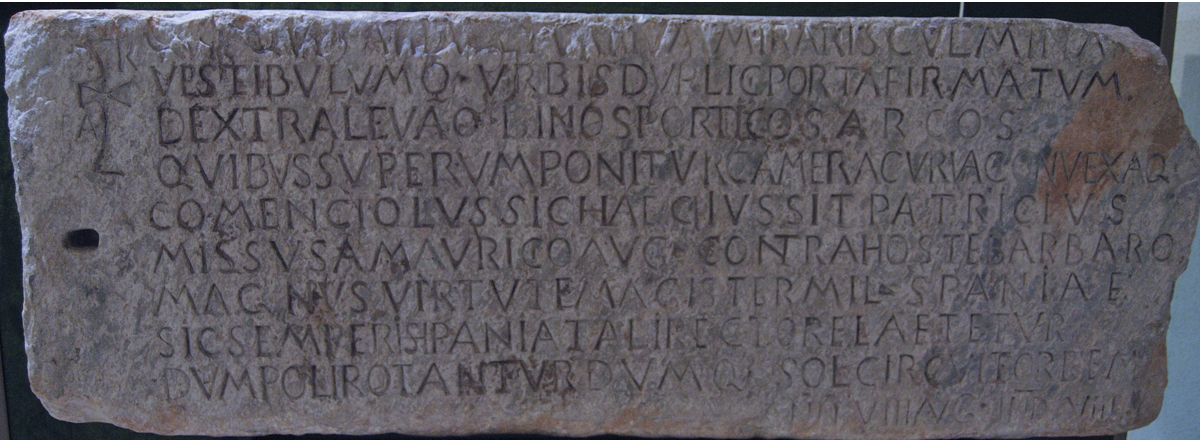
Lápida de Comencíolo em Cartago Nova

Nada se sabe sobre os primeiros anos de Comencíolo, exceto que era oriundo da Trácia. Aparece pela primeira vez em 583, já como escrivão dos excubitores, a guarda pessoal do imperador, e acompanhando a embaixada ao grão-cã ávaro Beano I (r. 562–602). De acordo com Teofilato Simocata, enfureceu o grão-cã com uma frase fora de hora e foi aprisionado por curto período. É provável que a confiança que recebia de Maurício venha da época que o imperador havia sido comandante dos excubitores antes de ascender ao trono. Por toda sua carreira, permaneceria leal a Maurício e o imperador, por sua vez, cuidaria da carreira de seu protegido.
No ano seguinte à embaixada, após uma trégua acordada com os ávaros, Comencíolo foi encarregado duma brigada (taxiarquia) que estava operando contra as tribos eslavas que atacavam a Trácia e haviam chegado até as longas Muralhas de Anastácio, a defesa mais exterior de Constantinopla. Derrotou o líder deles Ardagasto no rio Ergínia, perto dali. Em recompensa, foi feito mestre dos soldados na presença em 585. Nesta mesma ocasião (ou pouco depois, possivelmente em 589), foi novamente promovido, desta ao título máximo de patrício. No verão de 585, derrotou uma grande força eslava e, no ano seguinte, estava novamente à frente da campanha contra os ávaros, que haviam rompido os termos do tratado. Em 587, Comencíolo liderou um exército de 10 mil homens em Anquíalo e tencionava emboscar o grão-cã nos montes Hemo, mas fracassou.

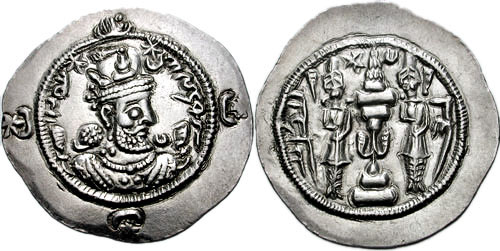
Dracma de r.

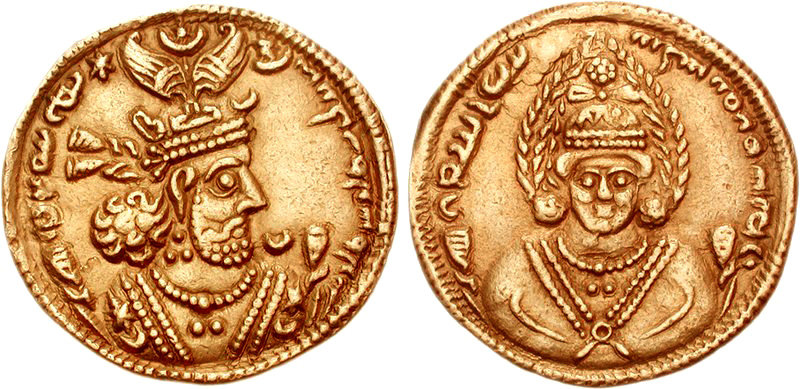
Dinar de ouro de r.

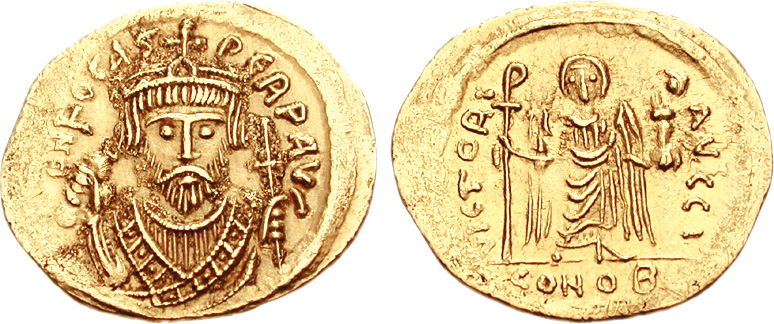
Soldo de Focas r.

Dois anos depois, Comencíolo aparece novamente como mestre dos soldados da Espânia: uma inscrição com seu nome foi achada em Cartago Nova (Cartagena), mas ela pode ter sido erigida por um homônimo. Seja como for, no outono de 589, estava de volta no Oriente, substituindo o general Filípico no comando do exército oriental na guerra em andamento contra o Império Sassânida do xá Hormisda IV (r. 579–589). Capturou o forte de Acbas, permitindo aos bizantinos apertarem o cerco contra Martirópolis, que foi dada aos persas pelo decarco Sitas, bem como conduziu invasão na região de Arbaistão, perto de Nísibis. Suas tropas foram afrontadas por tropas persas lideradas por Afraates em Sisaurano. Apesar de conseguirem sair vitoriosos, não recapturaram Martirópolis.
Na primavera de 590, porém, recebeu hóspede inesperado em seu quartel-general em Hierápolis Bambice: o legítimo xá Cosroes II (r. 590–628), que havia fugido em busca de apoio contra o usurpador Vararanes VI (r. 590–591) Maurício decidiu apoiá-lo e juntou seus exércitos para restaurar Cosroes ao trono. Comencíolo fora inicialmente escolhido para liderar a campanha, mas foi substituído por Narses após Cosroes reclamar que havia lhe sido desrespeitoso. Ainda assim, Comencíolo participou da campanha liderando a ala direita do exército. O restaurado xá persa recompensou a assistência bizantina com um tratado que colocou um fim na guerra que já durava vinte anos e devolveu todas as cidades conquistadas na Mesopotâmia e também a região da Armênia. Pelo final de 590, segundo Teofilato Simocata e Evágrio Escolástico, Comencíolo alegadamente executou o comandante Sitas por sua deserção.
Esta paz em termos tão favoráveis permitiu que as forças bizantinas fossem deslocadas para os Bálcãs para lutar contra as incursões ávaras e eslavas. Em 598, Comencíolo foi novamente enviado para lutar contra os ávaros, provavelmente na posição de mestre dos soldados da Trácia (magister militum per Thracias). Após uma pesada derrota, provocada por um posicionamento incorreto de suas tropas, fugiu para Constantinopla e enfrentou acusações de traição. Elas foram retiradas a pedido do imperador e Comencíolo voltou como general à Trácia. Suas ações subsequentes não tiveram tanta distinção, mas isto pode ser resultado mais do viés negativo de Teofilato Simocata, a principal fonte para o período, contra ele e seu cogeneral Pedro do que de uma inabilidade ou inação de sua parte. De todo modo, quando o exército se revoltou contra Maurício em 602, Comencíolo foi encarregado da defesa das muralhas de Constantinopla. Quando Focas finalmente tomou a cidade, foi um dos primeiros defensores do "antigo regime" a ser executado.